# Petra Petersen
Petra Maria Petersen (født 2. marts 1901 i Nørre Højrup, død 25. februar 1989) var en dansk modstandskvinde, folketingsmedlem og byrådsmedlem i Odense. Hun havde en kontoruddannelse og arbejde inden for dette felt fra 1918-1925, hvorefter hun var hjemmegående husmor.
Hun fik som den første kvinde opkaldt en plads efter sig i Odense. Det skete 4. maj 2023, da en plads ved TBT Tower i det centrale Odense blev indviet af blandt andre by- og kulturrådmand Søren Windell og et af hendes børnebørn. Dette barnebarn er opkaldt efter hendes dæknavn, Lars.

## Modstandsbevægelsen
Under dæknavnet "Lars" omdelte hun først Land og Folk og siden et lokalt illegalt blad, der hed Trods Alt (der udkom fra juli 1942 og til krigen sluttede). Siden fremstillede hun også falske identitetspapirer. Hun måtte nu og da gå under jorden pga. sit engagement i modstandsbevægelsen. I 1943 blev hun desuden kontaktperson mellem det nystiftede Danmarks Frihedsråd og den lokale modstandsbevægelse i Odense. Siden sad hun i dets lokale lokalkomite. Hun deltog aldrig i sabotage- eller likvideringsaktioner. Da anden verdenskrig brød hun, begyndte hun at arbejde mere skjult, da hun som kasserer i kommunistpartiets lokalafdeling i Odense var en interessant person for myndighederne. Hun sad fængslet i 23 dage, hvorefter hun blev løsladt, da hun havde et mindreårigt barn.

## Politisk karriere
I sin politiske karriere repræsenterede hun Danmarks Kommunistiske Parti, som hun blev medlem af i løbet af 1930'erne. Hun var formand for den lokale afdeling af kommunistpartiet fra 1943 til 1952. Med 6483 stemmer blev hun valgt ind i Folketinget ved Folketingsvalget 1945, hvor hun blev den første fynske kvinde, der blev medlem af Folketinget. Hun sad i Folketinget frem til 15. november 1960, hvor partiet røg ud af Folketinget.
Fra 1954-1958 var hun derudover medlem af Odense Byråd.

## Privat
Hun blev født i Nørre Højrup mellem Odense og Bogense som den næstyngste af ti søskende. Hun var datter af skolelærer Niels Andersen og Rasmine Andersen  Hun blev gift i 1925 med lagerekspedient Alex P. De fik en datter året efter.